# Amadeu Serch i Gelambí
Amadeu Serch i Gelambí (Barcelona, 1904 - Barcelona, 27 de novembre de 1988) va ser un guia excursionista i professor català, i un dels pioners de l'escoltisme a Catalunya.
Fou soci i secretari del Centre Moral i Instructiu de Gràcia. Signa el manifest fundacional de la Palestra, l'entitat catalanista, fundada el 1930 per Josep Maria Batista i Roca, de la qual fou cap de secretaria. També fou el responsable i cap de les emissions de Ràdio Associació de Catalunya entre els anys 1931 i 1939. Professor de català, es dedicà al cinema en català i col·laborà a mitjans com Claris, La Publicitat, Catalunya Ràdio, entre d'altres. En la postguerra es dedicà també a l'estudi del màrqueting i a la prospectiva, relacionat amb el Club de Roma, la Unesco, etc. Fou soci fundador i conseller del Centre Català de Prospectiva. En la seva condició de guia excursionista, fou membre del Consell General de la Germanor de Minyons de Muntanya (1930). L'any 1948, en plena clandestinitat de l'escoltisme, substituí a Pinyol com a comissari nacional dels Minyons de Muntanya-Boy Scouts de Catalunya, càrrec que ocupà fins al 1958. Entre les seves publicacions es troben L'Exemple de Txecoslovàquia: la lluita per la independència, els sokols (1932) i El càmping: esport de la vida a l'aire lliure (1934). Va morir a causa de les seqüeles de les ferides que va patir després d'un accident automobilístic a Barcelona l'estiu de 1988.